# كمون

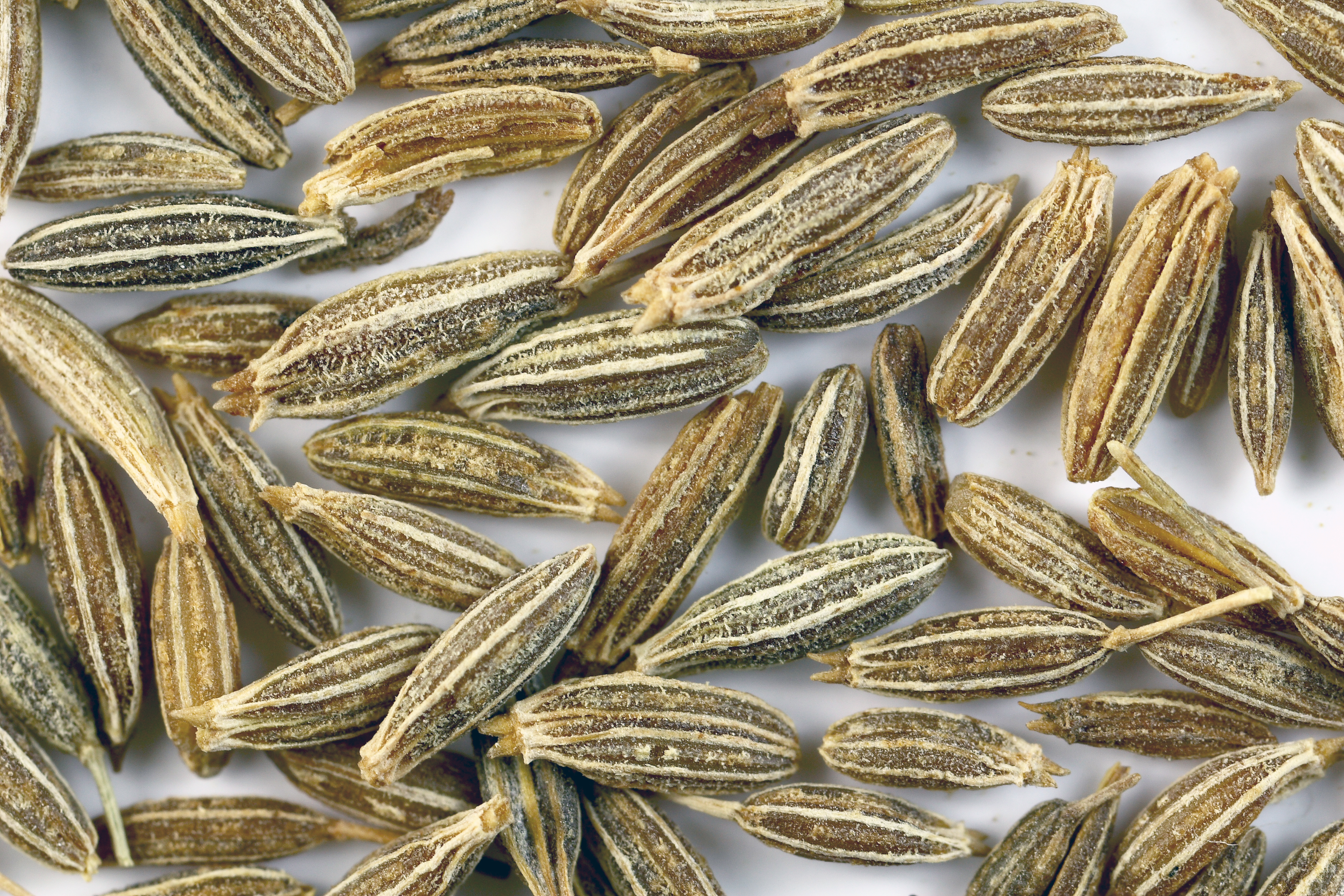
بذور الكمون

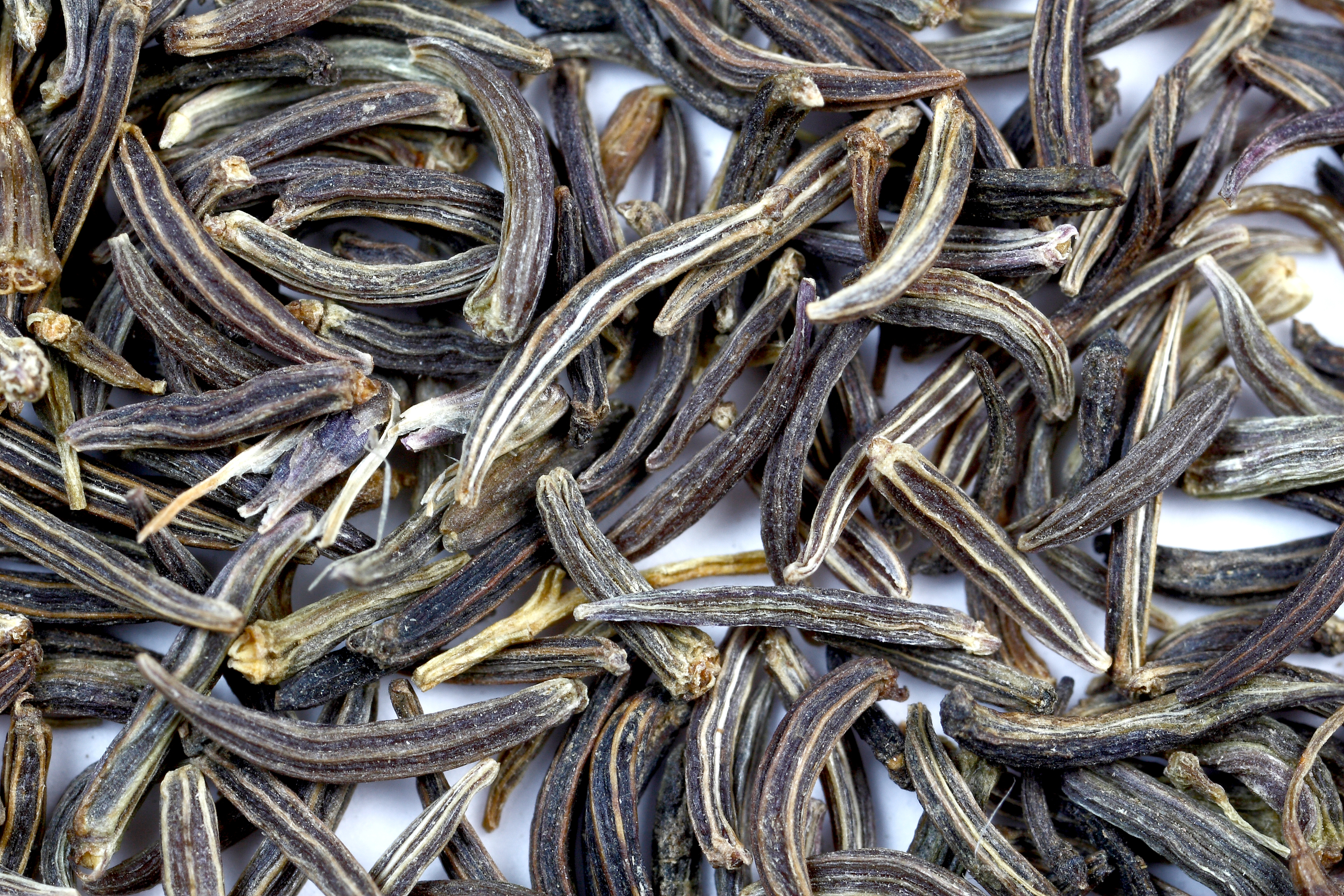
بذور الكمون الاسود

الكمون أو السَّنُّوت أو كومينون أو كمون أبيض (الاسم العلمي:  Cuminum cyminum) ينتمي للفصيلة الخيمية. موطنه الأصلي منطقة غرب اسيا-بلادالشام. تُستخدم بذوره، التي تكون محاطة بثمرة مجففة، في مطابخ العديد من الثقافات سواء في شكلها الكامل أو المطحون. ورغم أن الكمون يُستخدم في الطب التقليدي، إلا أنه لا توجد أدلة عالية الجودة تثبت أنه آمن أو فعال كعامل علاجي.

## أصل الأسم والنطق
يأتي المصطلح من الكلمة الإنجليزية الوسطى comyn، من الكلمة الإنجليزية القديمة cymen (وهي قريبة من الكلمة الألمانية العليا القديمة kumin) والكلمة الفرنسية القديمة cummin، وكلاهما من المصطلح اللاتيني cuminum. وهذا بدوره يأتي من اليونانية القديمة κύμινον ( kúminon)، وهو استعارة سامية مرتبطة بالعبرية כמון (kammōn) والعربية كمون (kammūn). وكل هذه الأصول تعود في النهاية إلى الأكادية 𒂵𒈬𒉡 (kamūnu).
الكلمة الإنجليزية /ˈkʌmɪn/ KUM-in )، مثل (كَمِن) "coming" مع ⟨n⟩ بدلاً من ⟨ng⟩ (/ŋ/). يلاحظ عالم المعاجم الأمريكي غرانت باريت أن هذا النطق نادرًا ما يستخدم الآن،  حيث استُبدل في أواخر القرن العشرين بدخالة إفراطية /ˈkjuːmɪn/ (كْيُومِن) و/ˈkuːmɪn/ (كُومِن).

## الوصف النباتي
نبات عشبي حولي محدود النمو يصل ارتفاعه إلى 30-40 سم. أوراقه مركبة رفيعة لونها أخضر داكن ويحمل النبات أزهاراً صغيرة بيضاء - أرجوانية في نورات خيمية والثمار بيضاوية مستطيلة تنشق كل منها بسرعة عند جفافها إلى ثميرتين منحنيتين. ولون الثميرة أخضر زيتوني، ويبلغ طولها من 0.4 – 0.7 سم وقطرها 2 - 3 مم ورائحتها عطرية وطعمها مُر قليلا.يحتوي كل غصن على غصنين أو ثلاثة أغصان فرعية. تصل جميع الأغصان إلى نفس الارتفاع، وبالتالي فإن النبات له مظلة موحدة. الساق لونها رمادي أو أخضر غامق. الأوراق 5–10 سـم (2–4 بوصة)، ريشية أو ثنائية الريش، ذات وريقات خيطية. الزهور صغيرة، بيضاء أو وردية اللون، ومحمولة في خِيَم. تحتوي كل مظلة على خمسة إلى سبعة مظلات صغيرة. الثمرة عبارة عن حبة مغزلية جانبية أو بيضاوية الشكل 4-5 مم (1⁄6 –1⁄5 (طولها) 100 غرام، وتحتوي على شقيقتين لكل منهما على بذرة واحدة. تتميز بذور الكمون بثمانية أضلاع مع قنوات زيتية. تشبه بذور الكمون بذور الكراوية، فهي مستطيلة الشكل، مخططة طوليًا، وذات لون بني مصفر، مثل باقي أفراد عائلة Apiaceae (الخيميات) كالكراوية, والبقدونس، والشبت.

### الالتباس مع التوابل الأخرى
يُخلط أحيانًا بين الكمون والكراوية( Carum carvi)، وهو نوع آخر من التوابل في عائلة البقدونس (الخيميات). لا تفرق العديد من اللغات الأوروبية والآسيوية بشكل واضح بين الاثنين؛[بحاجة لمصدر] على سبيل المثال، في إندونيسيا يُطلق على كليهما اسم jinten. تشير العديد من اللغات السلافية والأورالية إلى الكمون باسم "الكراوية الرومانية" أو "كراوية التوابل". يُطلق أحيانًا على كل من Bunium persicum و البونيون كستنائي البصيلة المرتبطين عن بُعد و حبة البركة غير المرتبطين اسم حبة البركة السوداء.

## التاريخ
من المرجح أن أصل الكمون يعود إلى آسيا الوسطى، أو جنوب غرب آسيا، أو شرق البحر الأبيض المتوسط، وقد استُخدم الكمون كتوابل لآلاف السنين. اُستُخرِجت بذور الكمون البري في مستوطنة أتليت يام ‏ المغمورة بالمياه حاليًا، والتي يعود تاريخها إلى أوائل الألفية السادسة قبل الميلاد. يعود تاريخ البذور المستخرجة في سوريا إلى الألفية الثانية قبل الميلاد. وقد أُبلغ عنها أيضًا من عدة مستويات من المملكة الحديثة في المواقع الأثرية المصرية القديمة.
كان الكمون من التوابل المهمة بالنسبة للمينويين في جزيرة كريت القديمة. تظهر الرموز التعبيرية للكمون في ألواح الأرشيف الخطية أ التي توثق مخازن القصر المينوي خلال الفترة المينوية المتأخرة. كان الإغريق القدماء يحتفظون بالكمون على طاولة الطعام في حاوية خاصة به (كما يُختفظ بالفلفل عادةً هذه الأيام)، وتستمر هذه الممارسة في المغرب. كما استُخدِم الكمون بكثرة في المطبخ الروماني القديم. في الهند، استُخدِم لآلاف السنين كمكون تقليدي في عدد لا يحصى من الوصفات، ويشكل الأساس للعديد من خلطات التوابل الأخرى.
أُدخل الكمون إلى الأمريكتين من قبل المستعمرين الإسبان والبرتغاليين. يُستخدم الكمون الأسود والأخضر في المطبخ الفارسي. اليوم، يُزرع النبات بشكل رئيسي في شبه القارة الهندية، وشمال إفريقيا، والمكسيك، وتشيلي، والصين. نظرًا لأن الكمون يستخدم غالبًا كجزء من طعام الطيور ويُصَدَّر إلى العديد من البلدان، فقد يظهر النبات كنوع مُستورد في العديد من المناطق.

## الزراعة والإنتاج

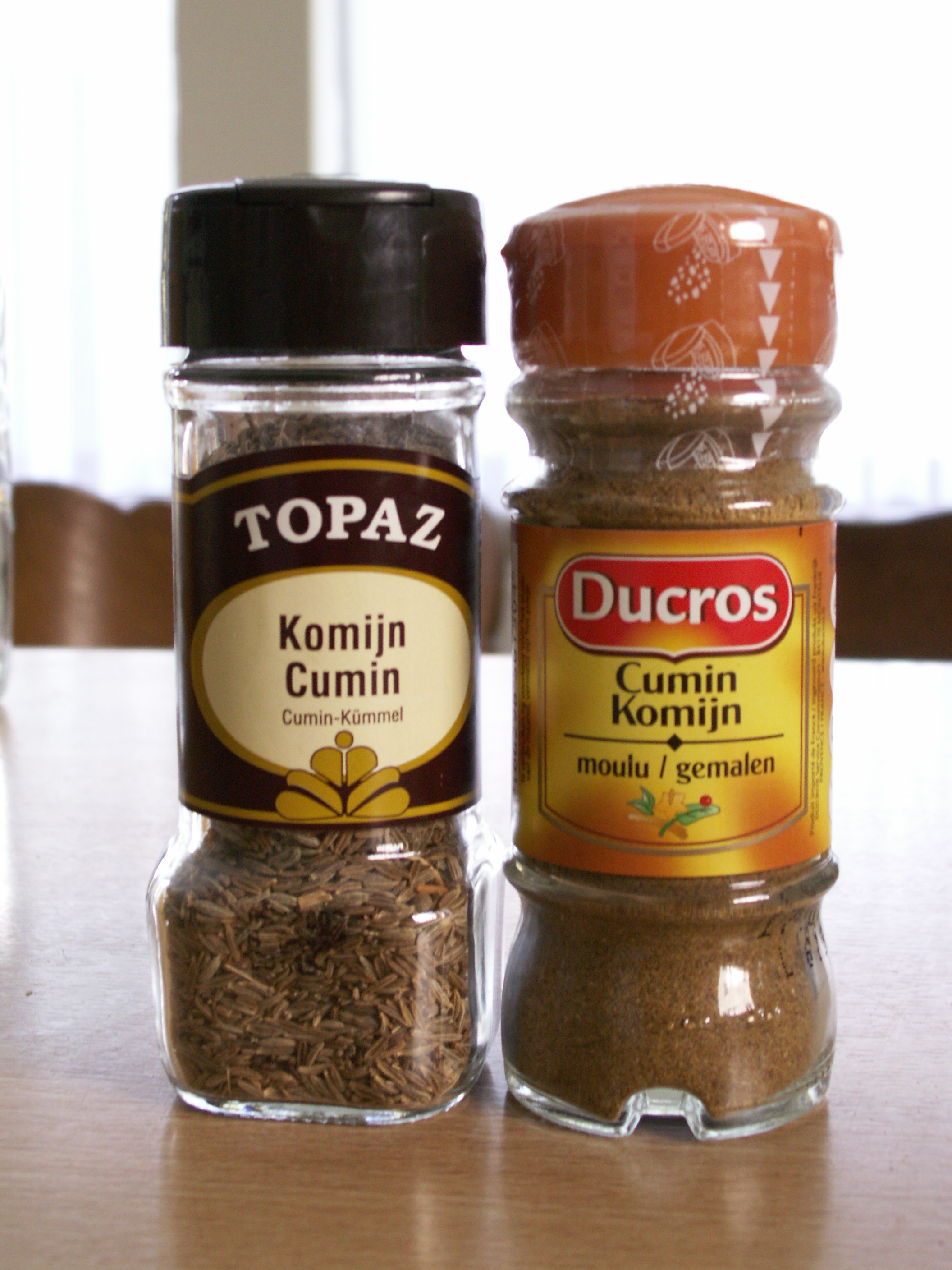
بذور الكمون الكاملة والمطحونة المعلبة تجارياً

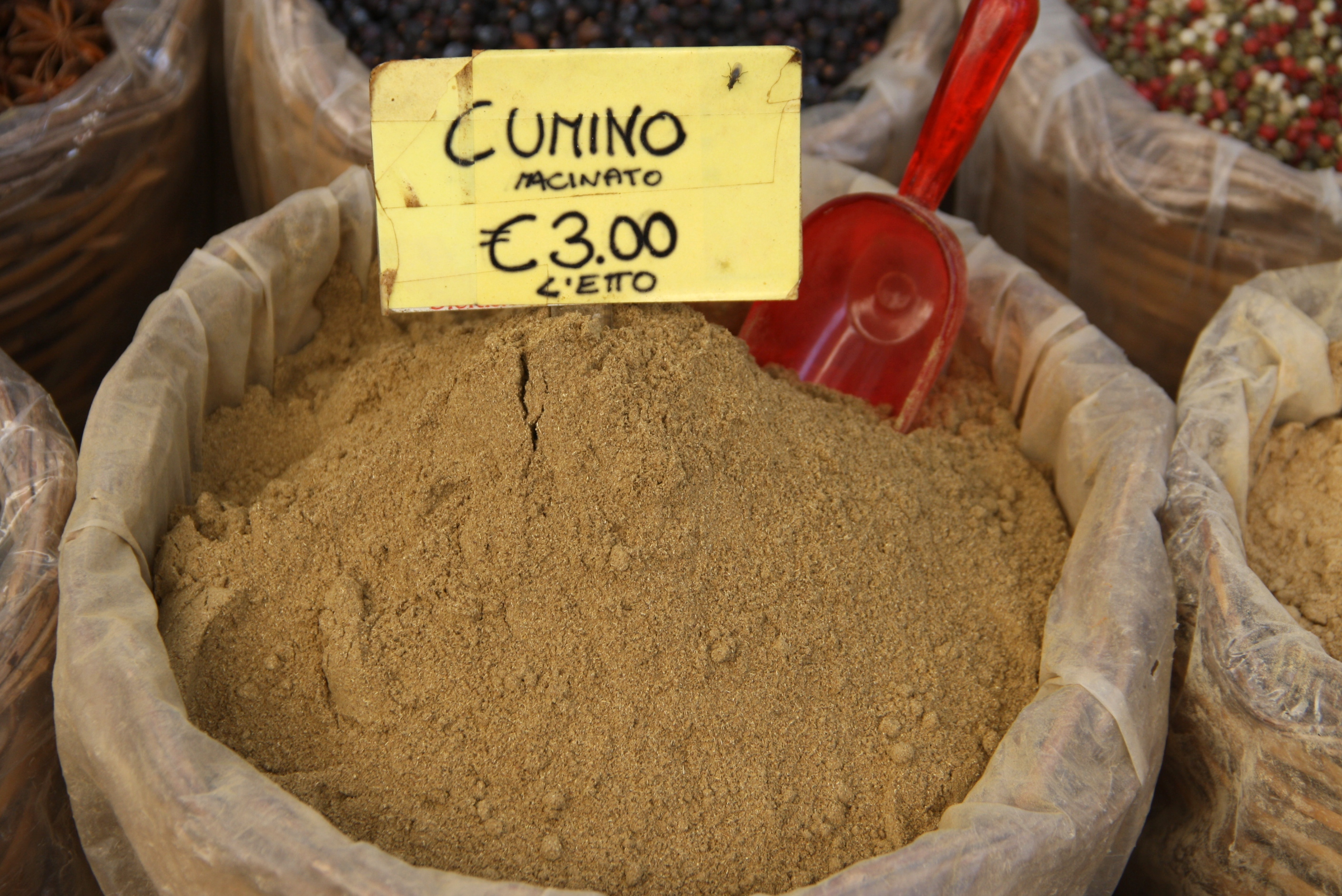
الكمون المطحون معروض في السوق في أورتيجيا، سيراكيوز (إيطاليا)

### مناطق الزراعة
لهند هي أكبر منتج للكمون في العالم، حيث تمثل حوالي 70%. أما الدول الرئيسية الأخرى المنتجة للكمون فهي سوريا (13٪)، وتركيا (5٪)، والإمارات العربية المتحدة (3٪)، وإيران. أنتجت الهند 856000 طن من بذور الكمون في السنة المالية 2020-2021.

### المتطلبات المناخية
الكمون هو محصول مقاوم للجفاف في المناطق الاستوائية أو شبه الاستوائية. وهو عرضة للصقيع ويبلغ موسم نموه 120 يومًا خاليًا من الصقيع. تتراوح درجات الحرارة المثلى للنمو بين 25 و 30 °م (77 و 86 °ف). مناخ البحر الأبيض المتوسط هو الأكثر ملاءمة لنموه. تتطلب زراعة الكمون صيفًا طويلًا وحارًا يمتد من ثلاثة إلى أربعة أشهر. في درجات الحرارة المنخفضة، يتغير لون الورقة من الأخضر إلى الأرجواني. قد تؤدي درجات الحرارة المرتفعة إلى تقليل فترة النمو وتحفيز النضج المبكر. في الهند، يُزرع الكمون من أكتوبر حتى بداية ديسمبر، ويبدأ الحصاد في فبراير. في سوريا وإيران، يُزرع الكمون من منتصف نوفمبر حتى منتصف ديسمبر (ويمكن تمديده حتى منتصف يناير) ويُحصد في يونيو/يوليو.

### التصنيف
تختلف الأنواع الثلاثة البارزة من بذور الكمون الموجودة في السوق من حيث لون البذور، وكمية الزيت، والنكهة.
- إيراني
- هندي، جنوب آسيوي
- الشرق الأوسط

### معايير الزراعة
يُزرع الكمون من البذور، وتحتاج البذور لدرجة حرارة من 2 إلى 5 °م (36 إلى 41 °ف) للظهور، ودرجة الحرارة المثلى هي 20–30 °م (68–86 °ف). الكمون عرضة لأضرار الصقيع، وخاصة في مرحلة الإزهار ومرحلة تكوين البذور المبكرة. تتضمن طرق تقليل أضرار الصقيع الرش بحمض الكبريتيك (0.1٪)، أو ري المحصول قبل حدوث الصقيع، أو إنشاء مصدات الرياح، أو إنشاء غطاء دخاني في الصباح الباكر. تتميز شتلات الكمون بصغر حجمها وضعف حيويتها، لذلك يُنصح بنقع البذور لمدة 8 ساعات قبل الزراعة لتحسين عملية الإنبات. للحصول على كثافة نباتية مثالية، يُوصى بكثافة زراعة تبلغ 12–15 كيلوغرامًا لكل هكتار (11–13 رطلاً لكل فدان). يُفضل الكمون التربة الرملية الطينية الخصبة ذات التهوية الجيدة، والصرف المناسب، ومستويات عالية من الأكسجين. ويتراوح الرقم الهيدروجيني الأمثل للتربة بين 6.8 و8.3.
تُعد شتلات الكمون حساسة للملوحة، كما أن إنباتها في التربة الثقيلة يُعد أمرًا صعبًا. لذلك، يُعتبر تحضير تربة زراعة مناسبة (تربة ناعمة) أمرًا حاسمًا لضمان نمو الكمون بشكل مثالي.[بحاجة لمصدر]
تُستخدم طريقتان لزراعة الكمون: الزراعة بالنثر والزراعة على خطوط. في طريقة النثر، يُقسَّم الحقل إلى أحواض، وتُنثرر البذور بالتساوي في هذه الأحواض، ثم تُغطى بالتربة باستخدام أشعلات. أما في الزراعة على خطوط، فتُحضَّر أخاديد ضحلة باستخدام المعازق على مسافة 20 إلى 25 سم (8 إلى 10 بوصة)، وتوضع البذور في هذه الأخاديد وتُغطى بالتربة. تُفضَّل الزراعة على خطوط لأنها تتيح تنفيذ عمليات زراعية بين الصفوف، مثل مكافحة الأعشاب، والعزق، أو الرش. عمق البذر الموصى به هو 1-2 سم وكثافة الزراعة الموصى بها حوالي 120 نباتا لكل م 2. تعتبر متطلبات الكمون من المياه أقل من متطلبات العديد من الأنواع الأخرى. وعلى الرغم من ذلك، يُروى الكمون في كثير من الأحيان بعد الزراعة للتأكد من توفر الرطوبة الكافية لنمو الشتلات. تعتمد كمية وتكرار الري على الظروف المناخية.

### إدارة الزراعة
الرطوبة النسبية في مركز منشأ الكمون منخفضة إلى حد ما. الرطوبة النسبية العالية (السنوات الرطبة) تساعد على ظهور الأمراض الفطرية. يعتبر الكمون حساسًا بشكل خاص لمرض النوباء ومرض المغزلاوية. تظهر المحاصيل المزروعة مبكرًا تأثيرات مرضية أقوى من المحاصيل المزروعة متأخرًا. المرض الأكثر أهمية هو النوباء، مما يؤدي إلى خسائر في المحصول تصل إلى 80٪. تنتقل النوباء عن طريق البذور أو التربة وتتطلب درجات حرارة مختلفة للتربة لتطور الأوبئة. قد يؤدي عدم كفاية التسميد إلى انتشار أوبئة النوباء. تظهر بقع بنية داكنة على الأوراق والسيقان على شكل مرض المغزلاوية على الكمون ( Alternaria ). عندما يكون الطقس غائما بعد الإزهار، تزداد نسبة الإصابة بالمرض. هناك مرض آخر، ولكن أقل أهمية، وهو البياض الدقيقي. يمكن أن يؤدي حدوثه في مرحلة مبكرة من التطور إلى خسائر فادحة في المحصول بسبب عدم تكوين البذور. في وقت لاحق من التطور، يسبب البياض الدقيقي بذورًا صغيرة متغيرة اللون.
يمكن أن تؤدي مسببات الأمراض إلى انخفاض كبير في إنتاج المحاصيل. يمكن أن يتعرض الكمون لهجوم المن (أرق الدراقن الأطحل) في مرحلة الإزهار. يقومون بامتصاص عصارة النبات من الأجزاء الرقيقة والأزهار. يصبح النبات أصفر اللون، وتقل عملية تكوين البذور (انخفاض الغلة)، وتنخفض جودة المنتج المحصود. ينبغي إزالة أجزاء النبات المصابة بشدة. ومن الآفات المهمة الأخرى العث (Petrobia latens) الذي يهاجم المحصول بشكل متكرر. نظرًا لأن العث يتغذى في الغالب على الأوراق الصغيرة، فإن الإصابة تكون أكثر شدة على النورات الصغيرة.
وتشكل مظلة الكمون المفتوحة مشكلة أخرى. تُمتص نسبة صغيرة فقط من الضوء الوارد. مؤشر مساحة ورقة الكمون منخفض (حوالي 1.5). قد يكون هذا مشكلة لأن الأعشاب الضارة يمكن أن تتنافس مع الكمون على الموارد الأساسية مثل الماء والضوء وبالتالي ينخفض المحصول. كما أن النمو البطيء والقامة القصيرة للكمون تساعد في منافسة الحشائش أيضًا. هناك حاجة إلى جلستين من الزراعة ومكافحة الأعشاب الضارة (بعد 30 و 60 يومًا من البذار) للسيطرة على الأعشاب الضارة. خلال جلسة مكافحة الأعشاب الضارة الأولى (30 يومًا بعد الزراعة)، يجب إجراء عملية تخفيف أيضًا لإزالة النباتات الزائدة. يعد استخدام مبيدات الأعشاب قبل الزراعة أو قبل الإنبات فعالاً للغاية في الهند،  ولكن هذا النوع من استخدام مبيدات الأعشاب يتطلب رطوبة التربة لمكافحة الأعشاب بنجاح.

### التربية
الكمون هو نوع ثنائي الصبغيات يحتوي على 14 كروموسومًا (أي 2n = 14). تتمتع كروموسومات الأصناف المختلفة بتشابهات مورفولوجية مع عدم وجود اختلاف واضح في الطول والحجم. معظم الأصناف المتاحة اليوم هي عبارة عن اختيارات. تعتبر تقلبات المحصود ومكوناتها عالية. تُطوَّر الأصناف عن طريق التزاوج بين الأشقاء في غرف مغلقة  أو عن طريق التقانة الحيوية. يُعد الكمون ملقحاً متبادلاً، أي أن السلالات أساساً هجينة. لذلك، فإن الأساليب المستخدمة في التربية هي التجديد في المختبر، وتقنيات الحمض النووي، ونقل الجينات. تسمح زراعة الكمون في المختبر بإنتاج نباتات متطابقة وراثياً. المصادر الرئيسية للأجزاء النباتية المستخدمة في عمليات التجديد المختبري هي الأجنة، والجزء السفلي من الزهرة، وعقد البراعم، والأوراق، والفلقات. أحد أهداف تربية الكمون هو تحسين مقاومته للإجهادات الحيوية (الأمراض الفطرية) وغير الحيوية (البرد والجفاف والملوحة). إن التنوع الجيني المحتمل لتربية الكمون بالطريقة التقليدية محدود، كما أن الأبحاث حول جينات الكمون نادرة.

## الاستهلاك
تُستخدم بذور الكمون كتوابل لنكهتها ورائحتها المميزة. يمكن العثور على الكمون في بعض أنواع الجبن، مثل جبن ليدن ‏، وفي بعض أنواع الخبز التقليدي من فرنسا. يمكن أن يكون الكمون أحد مكونات مسحوق الفلفل الحار. في المطبخ الهندي وغيره من مطبخ جنوب آسيا، يُدمج عادةً مع بذور الكزبرة في خليط مسحوق يسمى دهنا جيرا ‏.
يمكن استخدام الكمون مطحونًا أو كبذور كاملة. ويضفي طابعًا ترابيًا ودافئًا وعطريًا على الطعام، مما يجعله عنصرًا أساسيًا في بعض أنواع الحساء واليخنات، بالإضافة إلى الصلصات الحارة مثل الكاري والفلفل الحار. كما يُستخدم كمكون في بعض المخللات والمعجنات.
في الهند، تُطحن البذور وتُستخدم في أشكال مختلفة مثل الكاشيا (مغلي)، والفاتي (أقراص/حبوب)، ومعالجتها بالسمن (زبدة مصفاة شبه سائلة). في ممارسات الطب التقليدي في العديد من البلدان، يُعتقد أن بذور الكمون المجففة لها أغراض طبية،  على الرغم من عدم وجود دليل علمي على أي استخدام لها كدواء.

### المواد المتطايرة والزيوت العطرية
الدهيد الكمون ‏، والكايمين، والتربينويدات هي المكونات المتطايرة الرئيسية لزيت الكمون، والذي يستخدم في مجموعة متنوعة من النكهات، والعطور، والزيوت العطرية.

### الرائحة
تعود نكهة الكمون ورائحته الدافئة إلى محتواه من الزيوت العطرية، وخاصة مركب الكمونالدهيد العطري. المركبات العطرية الأخرى للكمون المحمص هي البايرازينات المستبدلة، 2-إيثوكسي-3-إيزوبروبيل بيرازين، 2-methoxy-3-sec-butylpyrazine، و2-ميثوكسي-3-ميثيل بيرازين. تشمل المكونات الأخرى γ-terpinene، و safranal، و p-cymene، و β-pinene.

## المعلومات الغذائية
يحتوي كل 100غم من الكمون، بحسب وزارة الزراعة الأميركية على المعلومات الغذائية التالية :[بحاجة لمصدر]
- السعرات الحرارية: 375
- الدهون: 22.27
- الدهون المشبعة: 1.53
- الكاربوهيدرات: 44.24
- الألياف: 10.5
- البروتينات: 17.81
- الكولسترول: 0

## المواد الفعالة
- زيت عطري نسبته 2-5% أهم مكوناته (ألدهيد الكيومين 25 - 35% - الأنيثول - بينين- فيللاندرين- تربينين - ميرسين - كاريوفيللين - السيامين - الليمونين) - فلافونيدات (أبيجينين).[بحاجة لمصدر]